# Louie Louie
Louie Louie è un brano statunitense Rock and roll e R'n'B scritto nel 1955 da Richard Berry. Il brano è divenuto nel tempo uno standard nel pop e nel rock avendo avuto più di 1500 versioni registrate dai più diversi artisti, permettendo addirittura di poter essere suonata da una radio californiana per 63 ore di seguito senza mai ripetere la stessa incisione.

La canzone fu originariamente cantata in stile doo-wop, con un certo sapore caraibico. Il brano narra in semplici versi la storia, in prima persona, di un marinaio giamaicano che ritorna a casa dalla sua amata.
Dopo la versione originale di Richard Berry, la canzone fu portata al successo per la prima volta dai The Kingsmen nel 1963 raggiungendo il primo posto nella classifica Cash Box e il secondo nella classifica Billboard Hot 100.

## Versioni

### La versione originale di Richard Berry
Richard Berry, un veterano della scena R'n'B di Los Angeles, fu ispirato a scrivere Louie Louie dopo aver sentito e suonato El Loco Cha Cha, di René Touzet, insieme a Ricky Rillera e i Rhythm Rockers. Il testo allude chiaramente a Havana Moon di Chuck Berry, e alla voga caraibica del momento, l'arrangiamento doo-wop ricorda vagamente lo stile "calypso" di Harry Belafonte. L'arrangiamento di Touzet comprendeva un ostinato che diventerà il caratteristico e riconoscibile "riff" di Louie Louie. Il testo, di gusto esotico, è basato sul personaggio di un marinaio caraibico che non vede l'ora di tornare a casa e riabbracciare la sua beneamata "Louie".
Richard Berry pubblicò la sua versione nell'aprile del 1957 con la Flip Records, originariamente come una B-side con il suo gruppo The Pharaohs avendo un certo successo sulla west coast particolarmente a San Francisco. Quando il gruppo cominciò ad andare in tour nel nord overst della costa del pacifico anche le bande locali di R'n'B cominciarono a suonare il brano che incrementava sempre più la sua popolarità. A quel punto il brano fu pubblicato come un A-side. Comunque il singolo non raggiunse mai nessuna posizione nella classifica rhythm and blues o pop di Billboard. L'etichetta discografica dichiarò che la canzone vendette 40 000 copie. Col tempo visto il seguito senza successo del brano Berry cedette la sua parte di diritti alla Flip records per 750 dollari nel 1959. Anche se il titolo spesso è riportato con una virgola fra i due nomi (Louie, Louie), nel 1988 Berry dichiarò all'Esquire che il titolo corretto era Louie Louie senza virgola.
Nel 1972 Richard Berry incise di nuovo la canzone come singolo per la Happy Tiger Records.

### La prima cover di Rockin' Robin Roberts
Sebbene il merito di aver portato la canzone al successo spetta ai Kingsmen, la prima cover del pezzo fu quella di Robin Roberts nel 1960. Roberts era uno dei protagonisti della scena R'n'B a Tacoma in cui si esibiva cantando in un gruppo noto come The Blue Notes. Nel 1958, dopo aver scovato il 45 giri in un negozio
di dischi usati, cominciò a proporla sulla scena locale di Seattle e del nord-ovest. Nelle sue performance suonava anche Rockin' Robin di Bobby Day che poi usò per il suo nome d'arte. Secondo un aneddoto, nel 1958 mentre Roberts suonava in un locale di Tacoma la polizia intervenne per interrompere il concerto perché il pubblico era più numeroso di quanto il locale potesse contenere. Robin Roberts chiese allora di poter suonare un ultimo pezzo per placare gli animi, ottenuto il consenso dalla polizia suonò proprio Louie Louie, scatenando il delirio e rendendo la situazione esplosive ed ingestibile. Nel 1959 iniziò a farsi accompagnare dal complesso più popolare del nord-ovest, The Wailers (da non confondersi con i The Wailers di Bob Marley) spesso noti anche come The Fabulous Wailers, già entrati nelle classifiche con materiale rock strumentale ("Tall Cool One"), con un arrangiamento più R&B dell'originale, in cui il tipico riff è eseguito dal sassofono in sostituzione dei cori doo-wop. Con questo gruppo incise nel 1960 Louie Louie, brano che aveva portato al successo nei dintorni di Seattle influenzando anche molti altri gruppi garage rock fra cui i Kingsmen. Fu lui il primo ad introdurre il verso OK, let's give it to 'em right now, letteralmente Ok, diamoglielo adesso, che si riferiva all'assolo di chitarra immediatamente seguente ma che aveva anche un chiaro doppio senso sessuale. Il brano fu inciso in principio per l'etichetta Etiquette Records di proprietà del gruppo, ma in seguito fu promosso e prodotto anche dalla Imperial Records di Los Angeles, con ampio successo regionale, ma non riuscendo ad entrare nelle classifiche nazionali dei dischi più venduti.

#### Il testo di Robin Roberts
Il testo di Robin Roberts ricalcava esattamente quello originale di Richard Berry a parte due aggiunte che si mantennero nelle seguenti versioni. Roberts aggiunse il Yeah yeah yeah yeah yeah nel primo verso del ritornello (chorus) e il famoso OK, let's give it to 'em right now prima dell'assolo di chitarra dopo la seconda strofa.

### Paul Revere & the Raiders

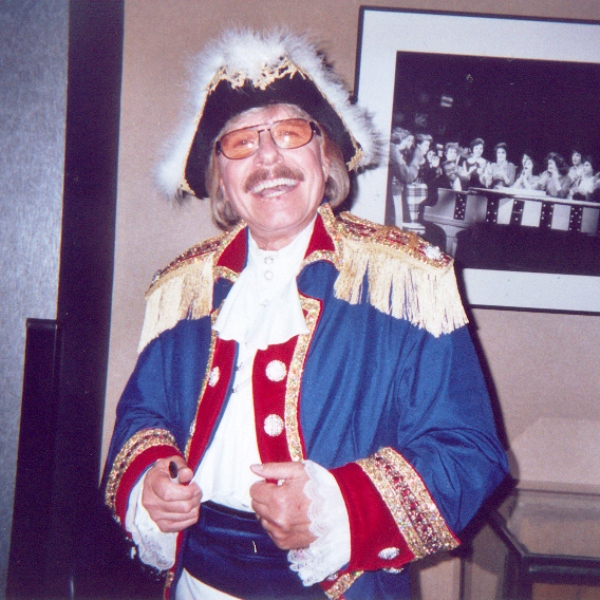
Paul Revere nel 2007.

Paul Revere & the Raiders registrarono una loro versione di Louie Louie nell'aprile del 1963 nello stesso studio di registrazione di Portland dove registreranno anche i Kingsmen. Questa registrazione fu pagata da Roger Hart della radio 91 KSN che in seguito divenne il manager del gruppo. In principio il singolo ebbe successo localmente e fu prodotto dall'etichetta di Hart la SANDE. In seguito nel giugno del 1963 il brano fu invece lanciato a livello nazionale dalla Columbia Records raggiungendo le posizioni di vertice nelle classifiche della costa occidentale e delle Hawaii. Ma la Columbia visto il crescente successo della versione concorrente dei Kingsmen interruppe la programmazione destinando di fatto la loro versione all'oblio.

#### Il testo Paul Revere & the Raiders
Al testo della versione di Robin Roberts Paul Revere & the Raiders aggiunsero il oh baby alla fine del secondo verso del ritornello e il Stomp, shout, and work it on out nell'ultimo ritornello.

### The Kingsmen
Nell'industria musicale americana degli anni 50 e 60 spesso gli artisti "bianchi" producevano versioni cover degli artisti "neri". Il 6 aprile 1963 un gruppo rock and roll di Portland in Oregon, chiamati The Kingsmen, scelse di registrare "Louie Louie" come loro secondo singolo dopo il proprio precedente "Peter Gunn Rock".
I Kingsmen registrarono la canzone al Northwestern Inc. Motion Pictures and Recording a Portland. Il cantante, leader del gruppo, Jack Ely basò la sua versione sulla precedente di Rockin' Robin Roberts and the Fabulous Wailers, introducendo involontariamente un cambiamento nel ritmo passando ad un 1-2-3, 1-2, 1-2-3 al posto dell'originale 1-2-3-4, 1-2, 1-2-3-4. La versione dei Kingsmen fu registrata in un'unica sessione nella quale registrarono anche il lato B, lo strumentale Haunted Castle. I Kingsmen trasformarono la semplice e solare ballata di Berry in una quasi inintelligibile canzone. Nel tempo si sono diffusi numerosi aneddoti 
sulle circostanze di quella sessione di registrazione, che la band fosse sotto l'effetto di alcol o droga, o che credettero d'eseguire
una prova, o che il microfono fosse stato mal posizionato. Alla fine dell'assolo di chitarra Ely sbagliò tempo, attaccando il ritornello per poi interrompersi subito in attesa del momento giusto. Il batterista accorgendosi dell'errore improvvisò un giro di batteria per coprire l'errore. Sembra inoltre che la sera antecedente l'incisione i Kingsmen suonarono per novanta minuti ininterrotti la canzone in un club per adolescenti. Tutto ciò ha contribuito all'incisione di un brano in cui le parole sono veramente difficili da comprendere. Questa difficoltà nel comprendere il testo diede luogo alle accuse di nascondere un testo osceno, e portò addirittura l'FBI ad indagare.

#### Le indagini dell'FBI
Uno dei fattori del successo di questa versione di Louie Louie fu la leggenda che in realtà dietro l'incomprensibilità del testo si nascondesse un testo osceno e ricco di doppi sensi sessuali molto spinti che dipingevano in modo diverso il rapporto fra il marinaio e la Louie del testo originale.
Girarono fra gli adolescenti dell'epoca fogli su cui era stampato il vero testo di Louie Louie. Per questo motivo la canzone fu bandita dalla programmazione di molte emittenti radio degli Stati Uniti, compreso l'Indiana, dove fu personalmente il governatore dello Stato ad intervenire per la censura del brano. Tutto ciò avvenne nonostante nessuno riuscisse a comprendere il testo in diversi punti del brano e nonostante le continue smentite da parte di Ely. L'FBI istituì un'indagine che si protrasse per più di 31 mesi e che si concluse con la motivazione che non erano stati capaci di interpretare nessuna delle parole del testo.

#### Il successo commerciale
Il singolo uscì per la prima volta nel maggio del 1963 editato dalla piccola Jerden prima di essere stampata dalla più importante Wand
nell'ottobre dello stesso anno. Il 7 dicembre entrò nelle prime dieci posizioni della top ten di Billboard Hot 100, raggiunse la seconda posizione nelle settimane successive, per poi uscire dalla classifica ai primi di febbraio. "Louie Louie" raggiunse la prima posizione della pop classifica e della R&B classifica di Cash Box.
In realtà le vendite in principio furono così basse (600 copie) che il gruppo pensò di sciogliersi. Tutto cambiò quando il più importante DJ di Boston, Arnie Ginsburg, programmò il brano dei Kingsmen nel suo programma The Worst Record of the Week (in italiano la peggior incisione della settimana). Al contrario di quanto atteso la risposta del pubblico fu sorprendentemente positiva. Per la fine di ottobre la versione dei Kingsmen entrò nella classifica regionale di Billboard scalando posizioni per entrare in quella nazionale. Contemporaneamente la versione di Paul Revere & the Raiders, che ebbe una promozione maggiore, stava diventando una hit in California. Per un certo periodo le due versioni apparirono alla pari, ma col passare del tempo i Kingsmen cominciarono a vendere più copie, tanto che per la fine del 1963 la Columbia Records cessò di promuovere la versione di Paul Revere & the Raiders. Quando Louie Louie dei Kingsmen arrivò finalmente al completo successo il gruppo si sciolse. Nei concerti dal vivo convissero due versioni una del cantante Ely, ormai ex-leader del gruppo, ed una di Lynn Easton che era proprietario dei diritti sul nome Kingsmen.

#### Il testo dei Kingsmen
Il testo dei Kingsmen univa nel ritornello lo Yeah yeah yeah di Robin Roberts con il baby dei Paul Revere & the Raiders. Inoltre l'errore in fase di incisione della traccia portò l'errato attacco me see dopo l'assolo, che rimase poi nelle versioni standard del testo.

### Altre versioni
Si calcola che siano più di 1500 le versioni del brano. Un elenco non completo degli artisti e delle versioni più famose include:

#### Anni sessanta
Oltre alle già citate versioni dei The Wailers del 1961 e le due dei Kingsmen e di Paul Revere & the Raiders entrambe del 1963, negli anni sessanta fra le altre vengono incise le versioni di:
- The Kinks (1964)
- Bobby Fuller Four (1964)
- The Beach Boys, in Shut Down Volume 2 (1964)
- Otis Redding in Pain in My Heart (1964)
- The Ventures, in The Ventures a Go-Go (1965)
- The Sandpipers (1966) in spagnolo
- The Sonics, in Boom (1966)
- The Troggs, in From Nowhere (1966)
- David Bowie
- Ike & Tina Turner
- Frank Zappa
- Grateful Dead

#### Anni settanta
Nel 1972 Richard Berry incise di nuovo la canzone come singolo per la Happy Tiger Records. In quel decennio altre versioni furono:
- Flamin' Groovies in Teenage Head (1971)
- Toots & the Maytals in Funky Kingston (1972)
- Led Zeppelin nel bootleg Burn Like a Candle (1972)
- Flash Cadillac & the Continental Kids nel film American Graffiti (1973).
- Patti Smith
- The Clash nel bootleg Louie is a Punkrocker (1977)[20]
- Black Flag
- Lou Reed nel bootleg registrato il 21 maggio del 1978 al Bottom line di New York (1978)
- John Belushi nel film Animal House, brano contenuto nella colonna sonora originale del film (1978)
- Motörhead in Overkill (1979)

#### Anni ottanta
Nel 1980 la Rhino Records pubblicò The Best of Louie Louie che comprende la versione originale di Berry e svariate altre versioni tra cui quella dei Black Flag e una versione a cappella del coro della Rice University di Houston. Altre versioni di quegli anni:
- Stanley Clarke e George Duke in Clarke/Duke Project (1981)
- Joan Jett and the Blackhearts in I Love Rock 'n' Roll (1981)
- Barry White, in Beware! (1981)
- Johnny Thunders & The Heartbreakers in In Cold Blood (1983), (pezzo frequentemente suonato fino a fine carriera)
- Debbie Harry & Blondie
- The Fat Boys in Coming Back Hard Again con un nuovo testo sulla storia del brano di Berry. (1988)[21]

#### Anni novanta
Nel 1992 Joan Jett in I Love Rock 'n' Roll '92 incide ancora una volta Louie Louie.
Nel 1992 Massimo Riva inserì una versione italiana del brano riscrivendone il testo in chiave ironica. La canzone, intitolata Lui Luigi venne inserita nel suo album "Matti come tutti". L'anno dopo la reincise con Elio e le Storie Tese. Altre cover di quel decennio sono:
- The Outcasts, in Battle of the Bands Live! (1993)
- Iggy Pop, in American Caesar (1993), con rifacimento del testo contenente riferimenti alla caduta del Muro di Berlino.
- Robert Plant, dalla colonna sonora del film Fusi di testa 2 (1993)
- Stooges nella riedizione di Heavy Liquid
- Young MC
- The Three Amigos (1999)

#### Anni 2000
- The Smashing Pumpkins in Live Smashing Pumpkins (2000)

## Influenza culturale
- Nel 1985, Ross Shafer, sceneggiatore autore e protagonista dello show notturno Almost Live! che andava in onda sulla canale televisivo di Seattle KING, promosse un'azione per sostituire con Louie Louie la canzone ufficiale dello stato di Washington Washington, My Home.[22] A tale richiesta seguì una mobilitazione, anche istituzionale, che portò a dichiarare il 12 aprile 1985 "Louie Louie Day". Una folla di quasi 4.000 persone si riunì nel campidoglio dello Stato di Washington a Olympia dove si esibirono anche i The Wailers, i The Kingsmen e Paul Revere & the Raiders. Due giorni più tardi a Seattle durante una cerimonia ufficiale venne suonato per la prima volta il nuovo inno ufficiale dello Stato composto proprio da Richard Berry l'autore della prima versione del brano del 1957[23][24] e registrata da Jr. Cadillac.[10]
- Ray Davies ha dichiarato che scrisse You Really Got Me il primo successo dei The Kinks mentre stava lavorando sugli accordi di Louie Louie. Il gruppo incise comunque la sua versione di Louie Louie il 18 ottobre 1964
- La versione di Richard Berry è presente nel film Animal House, con John Belushi, nella famosa e scatenata scena del toga party
- Iggy Pop incise una versione del brano con un testo politico e satirico nel suo album del 1993 American Caesar: questa versione fu usata poi da Michael Moore durante i titoli di testa di Capitalism: A Love Story e come canzone finale di Coffee and Cigarettes del regista Jim Jarmusch
- La versione di Young MC è usata nel film Coupe de Ville in una scena dove i protagonisti provano la canzone con la versione dei Kingsmen in sottofondo. La versione di Young MC viene riproposta di nuovo durante i titoli di coda del film
- Nell'agosto del 2003 ben 754 chitarristi suonarono una versione d 10 minuti di Louie Louie nel Cheney Stadium di Tacoma[25]
- Nel luglio del 2004 Todd Snider incise nell'album East Nashville Skyline il brano The Ballad of the Kingsmen che narra la storia dell'indagine dell'FBI sulla canzone
- La KFJC, una radio universitaria a Los Altos Hills in California, trasmise per 63 ore consecutive il brano senza mai mandare in onda la stessa versione più di una volta[2]
- L'11 aprile è considerato la giornata mondiale di Louie Louie, in inglese International Louie Louie Day[26]
- Il 19 aprile 2014 a Charlotte, Bruce Springsteen accompagnato dalla E-Street Band, ha eseguito dal vivo la canzone